# Basti Bagirova

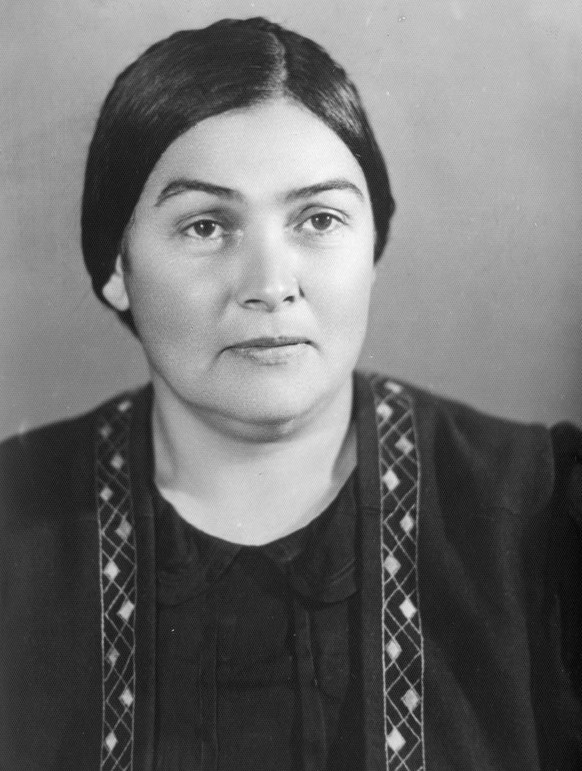

Basti Masim gizi Bagirova (Bağçakürd, 10 de abril de 1906 – Bağçakürd, 27 de fevereiro de 1962; em azeri:  Bəsti Məsim qızı Bağırova) foi uma produtora de algodão e política do Azerbaijão. Ela é conhecida como uma das primeiras stakhanovistas na RSS do Azerbaijão.

## Trabalho
Em 1930 Bagirova começou a trabalhar no artel agrícola de Voroshilov, que mais tarde se tornaria uma propriedade coletiva. Esta propriedade acabaria por receber o nome de Bagirova. Em 1953, Bagirova foi eleita presidente da propriedade coletiva. Ela ocupou esta posição até à sua morte em 1962.

## Política
Basi Bagirova foi membro do Partido Comunista a partir de 1937. Ela foi membro do Soviete Supremo da União Soviética da 1.ª à 3.ª convocação. Ela também foi membro do Soviete Supremo da RSS do Azerbaijão durante as 4.ª e 5.ª convocações, e membro do Presidium durante a 5.ª convocação. Bagirova foi também membro do Comité Central do Partido Comunista do Azerbaijão. Foi delegada ao 20.º Congresso do Partido Comunista da União Soviética e aos XXIII, XXIV e XXV congressos do Partido Comunista do Azerbaijão.